# Сони Ролинс
Теодор Волтер „Сони“ Ролинс (енгл. Theodore Walter "Sonny" Rollins) (рођен 7. септембра 1930) је амерички џез саксофониста.

## Биографија
Рођен је у Њујорку 7. септембра 1930. Први саксофон је добио са 13 година. Школу је похађао у Источном Харлему. Од инструмената је прво почео свирати клавир, затим алто саксофон, да би на крају прешао и на тенор саксофон. Док је похађао средњу школу, свирао је у џез бенду са будућим џез легендама као што су Џеки МекЛин (Jackie McLean), Кени Дру (Kenny Drew) и Арт Тејлор (Art Taylor). Почео је снимати 1949. године. Током сљедећих година свирао је са многим џез великанима.
1950. је ухапшен за оружану пљачку и осуђен на три године затвора. Након 10 мјесеци пуштен је на условну, да би 1952. поново био ухапшен због кршења условне кориштењем хероина. У Федералном Медицинском Центру у Лексингтону успио је да се одвикне од коришења хериона. Сони Ролинс је примио бројне награде и почасти за свој рад, укључујући и награду коју му је на његов 81. рођендан уручио предсједник САД Барак Обама. 
Током своје изузетно богате каријере, снимио је чак 58 албума, а појављивао се и на многим албумима многих познатих џез музичара.